# Sharqliyya
Sharqliyya (tiếng Ả Rập: شرقلية, cũng đánh vần Sharqlieh) là một ngôi làng ở miền trung Syria, một phần hành chính của Tỉnh Homs, nằm ở phía tây bắc của Homs. Các địa phương gần đó bao gồm al-Qabu và al-Shinyah ở phía tây, al-Taybah al-Gharbiyah ở phía tây bắc, Taldou ở phía đông bắc và Ghur Gharbiyah ở phía đông.
Theo Cục Thống kê Trung ương (CBS), Sharqliyya có dân số 1.362 trong cuộc điều tra dân số năm 2004. Cư dân hiện tại của nó chủ yếu là Alawites và nông nghiệp là nguồn thu nhập chính của làng.

## Lịch sử
Trong thời kỳ cuối Ottoman, vào năm 1829, Sharqliyya là một ngôi làng Turkmen ở Sanjak của Hama, bao gồm 12 fedex. Vào năm 1838, cư dân của Sharqliyya đã được báo cáo là người Hồi giáo bởi học giả người Anh Eli Smith.